# ديفيد هاول
ديفيد هاول (بالإنجليزية: David Howell (jurist)) (و. 1747 – 1824 م) هو محام، وقاض من الولايات المتحدة الأمريكية .

## التعليم
تعلم في جامعة برنستون.

## مناصب وهيئات
أدار جامعة براون.